# Milla de los Museos

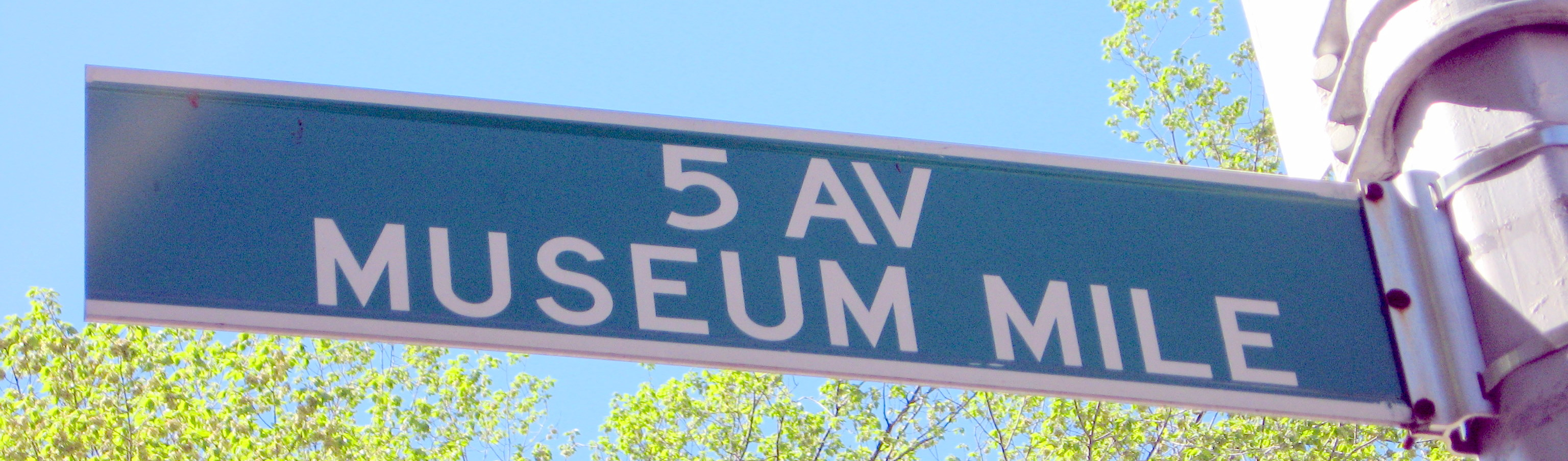
Señalización callejera de la Milla de los Museos

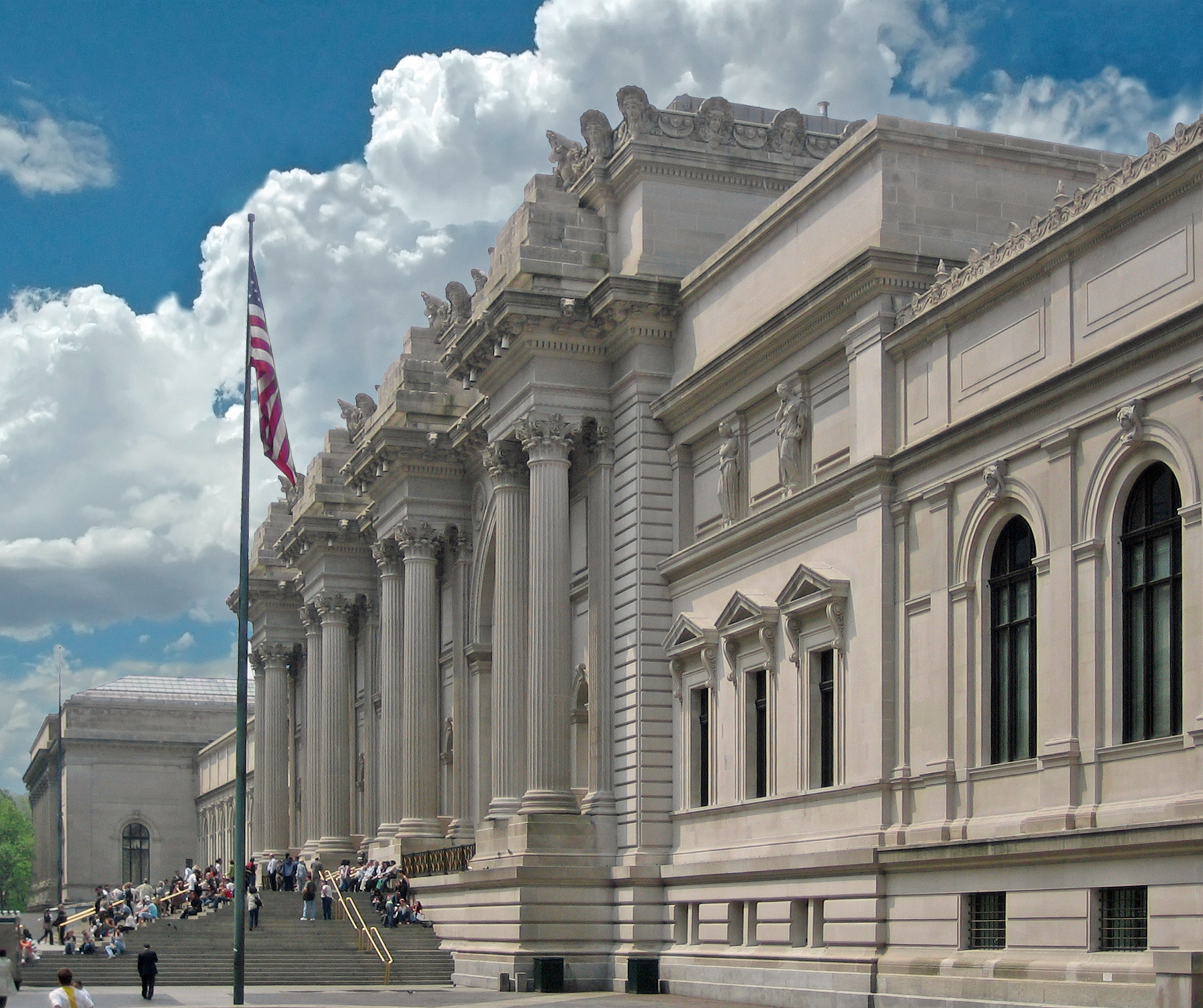
Museo Metropolitano de Arte de Nueva York

La Milla de los Museos es el nombre que se le da a una sección de la Quinta Avenida que va desde las calles 82 a la 110 en el Upper East Side, en un área a veces llamada Upper Carnegie Hill. La Milla contiene una de las muestras de cultura del mundo más densas que existen, y en realidad se compone de tres cuadras, algo  más de 1,6 km de longitud. Nueve museos ocupan la longitud de esta sección de la Quinta Avenida. Un noveno museo, el Museo de Arte Africano, se unió al conjunto en 2009; este museo en la calle 110 es el primer museo nuevo que se construye en la Milla desde la inauguración del Guggenheim en 1959, abrió sus puertas a finales de 2012.
Además de su programación habitual, los museos colaboran cada año con el Museum Mile Festival (festival de museos de la Milla) para promover sus museos y aumentar las visitas a ellos. El Museum Mile Festival tradicionalmente tiene lugar aquí el segundo martes de junio de 6 a 9 p. m. El festival se estableció en 1979 para aumentar la conciencia pública sobre las instituciones, y para promover el apoyo público de las artes en la ciudad de Nueva York. El primer festival se celebró el 26 de junio de 1979. Los nueve museos esa noche están abiertos gratis al público. Varios de los museos participantes ofrecen actividades artísticas al aire libre para niños, música en vivo y artistas callejeros.. Durante el evento, la Quinta Avenida queda totalmente cerrada al tráfico de vehículos.
Los museos de la Milla incluyen:
- Calle 110 - The Africa Center[10]
- Calle 105 - El Museo del Barrio
- Calle 103 - Museo de la Ciudad de Nueva York
- Calle 92 - El Museo Judío
- Calle 91 - Museo Nacional de Diseño Cooper-Hewitt (parte del Instituto Smithsoniano)
- Calle 89 - Museo y Escuela de la Academia Nacional y Escuela de Bellas Artes
- Calle 88 - Museo Solomon R. Guggenheim
- Calle 86 - Neue Galerie de Nueva York
- Calle 82 - El Museo Metropolitano de Arte

Más al sur, en la esquina de la Quinta Avenida y la calle 70, se encuentra la Casa Henry Clay Frick, que alberga la Colección Frick.